# Sijinjang
Sijinjang is een bestuurslaag in het regentschap Jambi van de provincie Jambi, Indonesië. Sijinjang telt 3785 inwoners (volkstelling 2010).